# 최연오
최연오(崔然伍, 1984년 3월 14일~ )는 전 KBO 리그 한화 이글스의 포수이다.

## 선수 시절

### 한화 이글스시절
2007년에 입단하였다.

## 야구선수 은퇴 후
2015년부터 연천 미라클 코치로 활동했다.
현재는 청원고의 수석코치로 활동중이다

## 출신 학교
- 성동초등학교
- 잠신중학교
- 휘문고등학교
- 연세대학교